# Vlamertinge
Vlamertinge è un villaggio nella provincia belga delle Fiandre occidentali e un quartiere della città di Ypres. Il centro del villaggio di Vlamertinge si trova appena fuori dal centro di Ypres, lungo la strada principale N38 fino alla vicina città di Poperinge.
Oltre al centro della città di Ypres, Vlamertinge è il più grande distretto di Ypres. A ovest di Vlamertinge, lungo la strada per Poperinge, si trova la frazione di Brandhoek.

## Geografia
Vlamertinge è a 17 metri sul livello del mare. Il comune confina anche con Ypres a est, Voormezele a sud-est, Kemmel e Dikkebus a sud, Reningelst a sud-ovest, Poperinge a ovest, Elverdinge a nord e Brielen a nord-est.

## Storia
I primi dati su Vlamertinge risalgono al Medioevo. Nel 857 fu costruita una cappella a Vlamertinge. Nel 970 Ypres fu distrutto e la cappella di Vlamertinge fu bruciata. Il documento più antico, noto fino ad oggi, che comprende il nome Flambertenges, è un atto dell'anno 1066. Baudouin van Lille, conte delle Fiandre, sua moglie Adela e il loro figlio Baudouin, in questo atto diede beni alla chiesa e al capitolo da Sint-Pieters a Lille. Questi beni erano, tra le altre cose, un decimo situato a Elverdinge e anche un decimo situato a Vlamertinge - "In territorio Furnensi, in villa Elverzenges, decinam unam ; Flambertenges decinam similiter unam ".
Sotto l'Ancien Régime Vlamertinge era una gloria di Veurne-Ambacht con 22 anni dietro e ha sofferto molto dagli assedi della vicina Ypres.

## Monumenti e luoghi di interesse
- La chiesa di San Vedasto

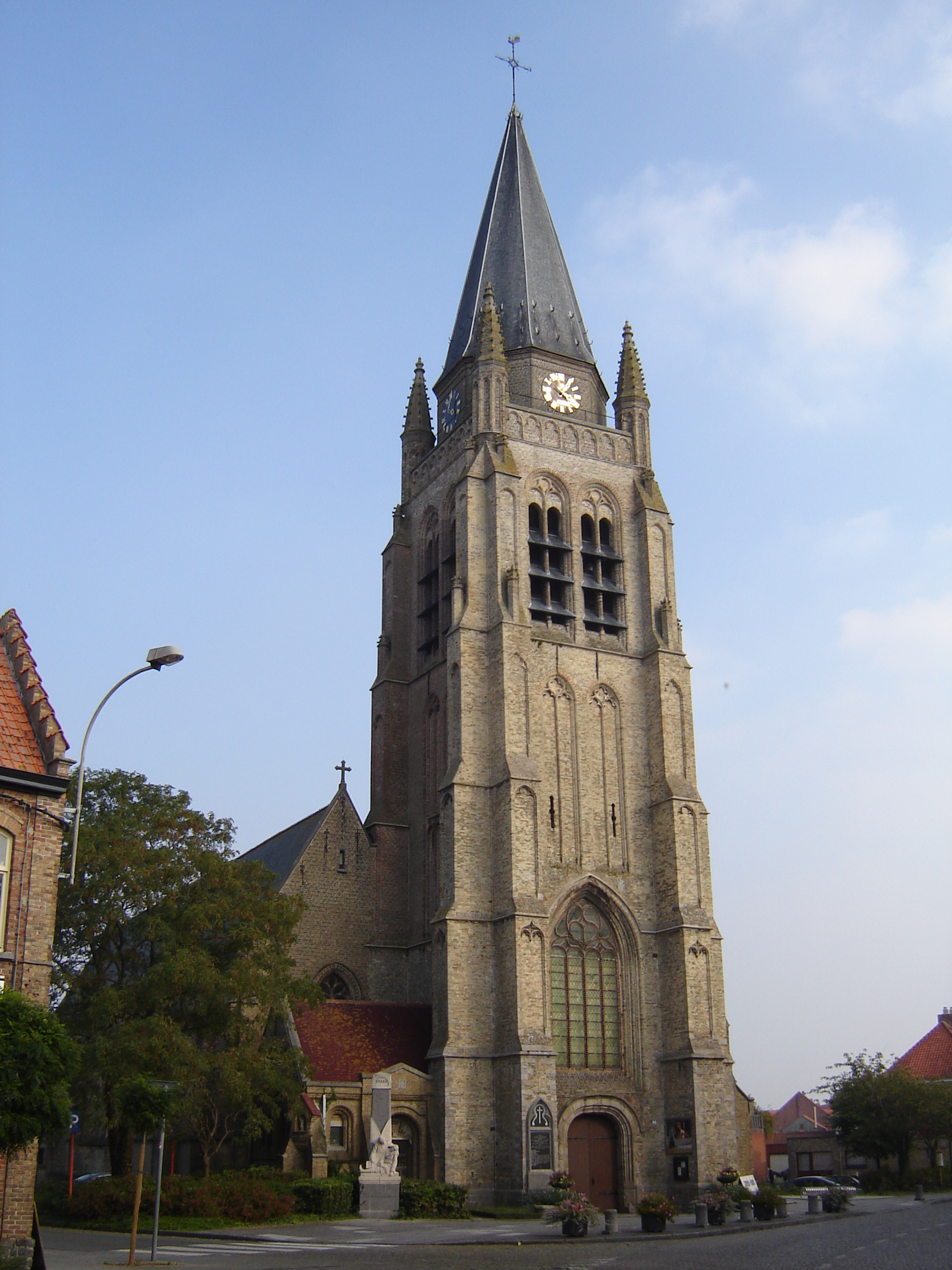
Chiesa di San Vedas

- L'ex municipio di Vlamertinge del 1922, in stile neo-fiammingo rinascimentale
- Il castello di Vlamertinge di Castle du Parc fu costruito nel 1857-1858 per ordine del visconte Pierre-Gustave du Parc, su progetto di Joseph Schadde.
- A Vlamertinge ci sono un certo numero di cimiteri militari britannici della prima guerra mondiale:
  - Brandhoek Military Cemetery
  - Red Farm Military Cemetery
  - Vlamertinghe Military Cemetery
  - Vlamertinghe New Military Cemetery
  - Railway Chateau Cemetery
  - Divisional Cemetery

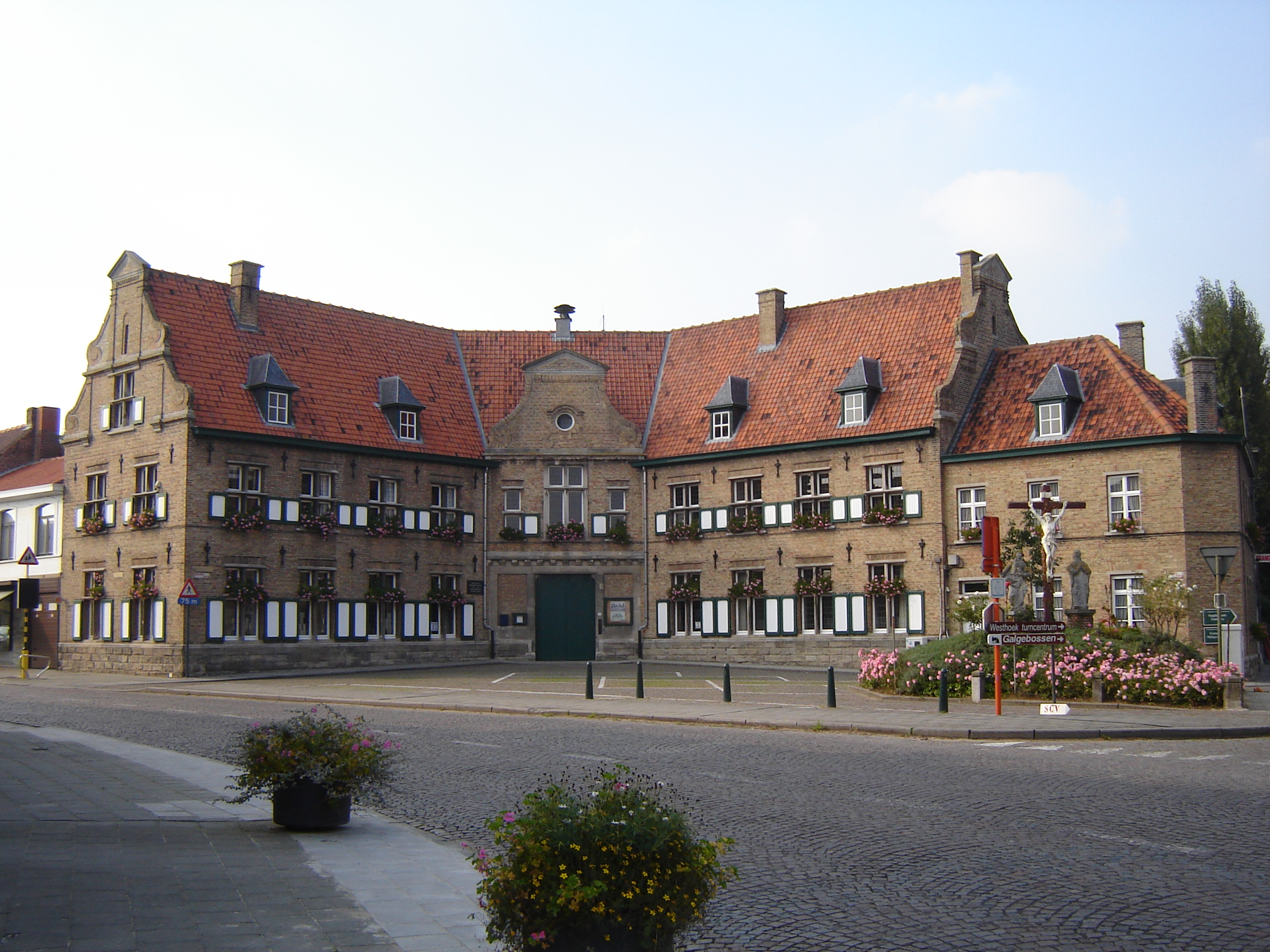
Ex municipio

  - Ex municipioBrandhoek New Military Cemetery
  - Brandhoek New Military Cemetery No.3
  - Hop Store Cemetery

## Sviluppi demografici

Dal 1487 al 1697 vediamo un grande declino nella popolazione di Vlamertinge. La spiegazione più plausibile per questo sarebbe stata la guerra degli ottant'anni nei Paesi Bassi. Durante la prima guerra mondiale vediamo che la popolazione è di nuovo ricaduta. Questo perché la vicina Ypres, che allora era una città di frontiera, fu pesantemente bombardata e anche Vlamertinge soffrì molto da questi bombardamenti.